# 单位偶
在数学中，单位偶（unit doublet）是狄拉克δ函数的导数。其可用于对信号进行微分运算。假设u1是单位偶，则
{\displaystyle (x*u_{1})(t)={\frac {dx(t)}{dt}}}
其中 * 表示卷积符号。
单位偶在零以外的点的值都为零。其在任意包含零点的区间的积分都为零。而在任意包含零点的区间对其绝对值进行积分的话，得到的结果为无穷大。此函数可看作是两个矩形的极限情形，其中一个矩形位于第二象限，另一个位于第四象限。每个矩形的宽度为k、长度为 1/k2，而k则趋向于零。